# Catostomus fumeiventris
Catostomus fumeiventris är en fiskart som beskrevs av Miller, 1973. Catostomus fumeiventris ingår i släktet Catostomus och familjen Catostomidae. Inga underarter finns listade i Catalogue of Life.